# Кадльсберг, Поуль
По́уль Ка́дльсберг (фар. Poul Kallsberg; род. 4 февраля 2003 года в Кольбайнагьегве, Фарерские острова) — фарерский футболист, нападающий датского клуба «Хиллерёд» и национальной сборной Фарерских островов.

## Клубная карьера
Поуль является воспитанником клуба «Скоала». Его дебют состоялся 14 июня 2019 года в матче фарерской премьер-лиги против клаксвуйкского «КИ»: нападающий появился на поле на 77-й минуте вместо Якупа Якобсена. В своём первом сезоне на взрослом уровне 16-летний игрок также принял участие в матче высшей фарерской лиги с «ТБ», который был сыгран 5 октября. 9 мая 2020 года Поуль забил свой первый гол в карьере, поразив ворота фуглафьёрдурского «ИФ» в матче стартового тура чемпионата Фарерских островов. Нападающий защищал цвета «Скоалы» вплоть до окончания сезона-2022, суммарно отыграв 80 игр в рамках фарерских первенств и забив в них 16 мячей.
10 ноября 2022 года о трансфере Поуля объявил «Викингур». В первом сезоне он провёл 24 матча за «викингов» в премьер-лиге, отметившись в них 5 забитыми мячами. В сезоне-2024 нападающий поразил ворота соперников 12 раз в 22 встречах первенства архипелага, тем самым внеся свой вклад в завоёванное «Викингуром» чемпионство. В первой половине сезона-2025 Поуль отыграл 15 матчей и забил 5 голов в чемпионате Фарерских островов. 29 июня после игры с «Б68» было объявлено о продаже нападающего в датский клуб «Хиллерёд».

## Международная карьера
В 2017, 2019 и 2021 годах Поуль представлял Фарерские острова на юношеском уровне, суммарно приняв участие в 16 международных матчах и забив в них 1 гол. В 2022—2024 годах нападающий выступал за молодёжную сборную архипелага и отыграл за неё 6 встреч. В ноябре 2024 года Поуль впервые был вызван в национальную сборную Фарерских островов, но не дебютировал в её составе, проведя оба матча на скамейке запасных. Этот дебют состоялся 5 июня 2025 года, когда Поуль вышел в стартовом составе в товарищеской игре со сборной Грузии и был заменён на Одни Фредериксберга на 63-й минуте.

## Статистика выступлений
| Выступление      | Выступление      | Выступление      | Лига | Лига | Кубки | Кубки | Еврокубки | Еврокубки | Прочие | Прочие | Итого | Итого |
| Клуб             | Лига             | Сезон            | Игры | Голы | Игры  | Голы  | Игры      | Голы      | Игры   | Голы   | Игры  | Голы  |
| ---------------- | ---------------- | ---------------- | ---- | ---- | ----- | ----- | --------- | --------- | ------ | ------ | ----- | ----- |
| Скоала           | Премьер-лига     | 2019             | 2    | 0    | 0     | 0     | 0         | 0         | 0      | 0      | 2     | 0     |
| Скоала           | Премьер-лига     | 2020             | 27   | 2    | 1     | 0     | 0         | 0         | 0      | 0      | 28    | 2     |
| Скоала           | Первый дивизион  | 2021             | 26   | 8    | 1     | 0     | 0         | 0         | 0      | 0      | 27    | 8     |
| Скоала           | Премьер-лига     | 2022             | 25   | 6    | 1     | 0     | 0         | 0         | 0      | 0      | 26    | 6     |
| Скоала           | Итого            | Итого            | 80   | 16   | 3     | 0     | 0         | 0         | 0      | 0      | 83    | 16    |
| Викингур         | Премьер-лига     | 2023             | 24   | 5    | 1     | 0     | 2         | 0         | 1      | 0      | 28    | 5     |
| Викингур         | Премьер-лига     | 2024             | 22   | 12   | 3     | 0     | 4         | 2         | 0      | 0      | 29    | 14    |
| Викингур         | Премьер-лига     | 2025             | 15   | 5    | 4     | 3     | 0         | 0         | 1      | 0      | 20    | 8     |
| Викингур         | Итого            | Итого            | 61   | 22   | 8     | 3     | 6         | 2         | 2      | 0      | 77    | 27    |
| Всего за карьеру | Всего за карьеру | Всего за карьеру | 141  | 38   | 11    | 3     | 6         | 2         | 2      | 0      | 160   | 43    |

## Достижения
«Скоала»
- Победитель первого дивизиона (1): 2021

 «Викингур»
- Чемпион Фарерских островов (1): 2024